# 上海迪士尼乐园酒店
31°08′15″N 121°39′42″E / 31.1374078°N 121.6616804°E
上海迪士尼乐园酒店位於上海迪士尼度假區內的星愿湖邊，屬五星級酒店，共有420間客房。2016年6月16日，酒店與樂園同步對外開放。

## 餐饮

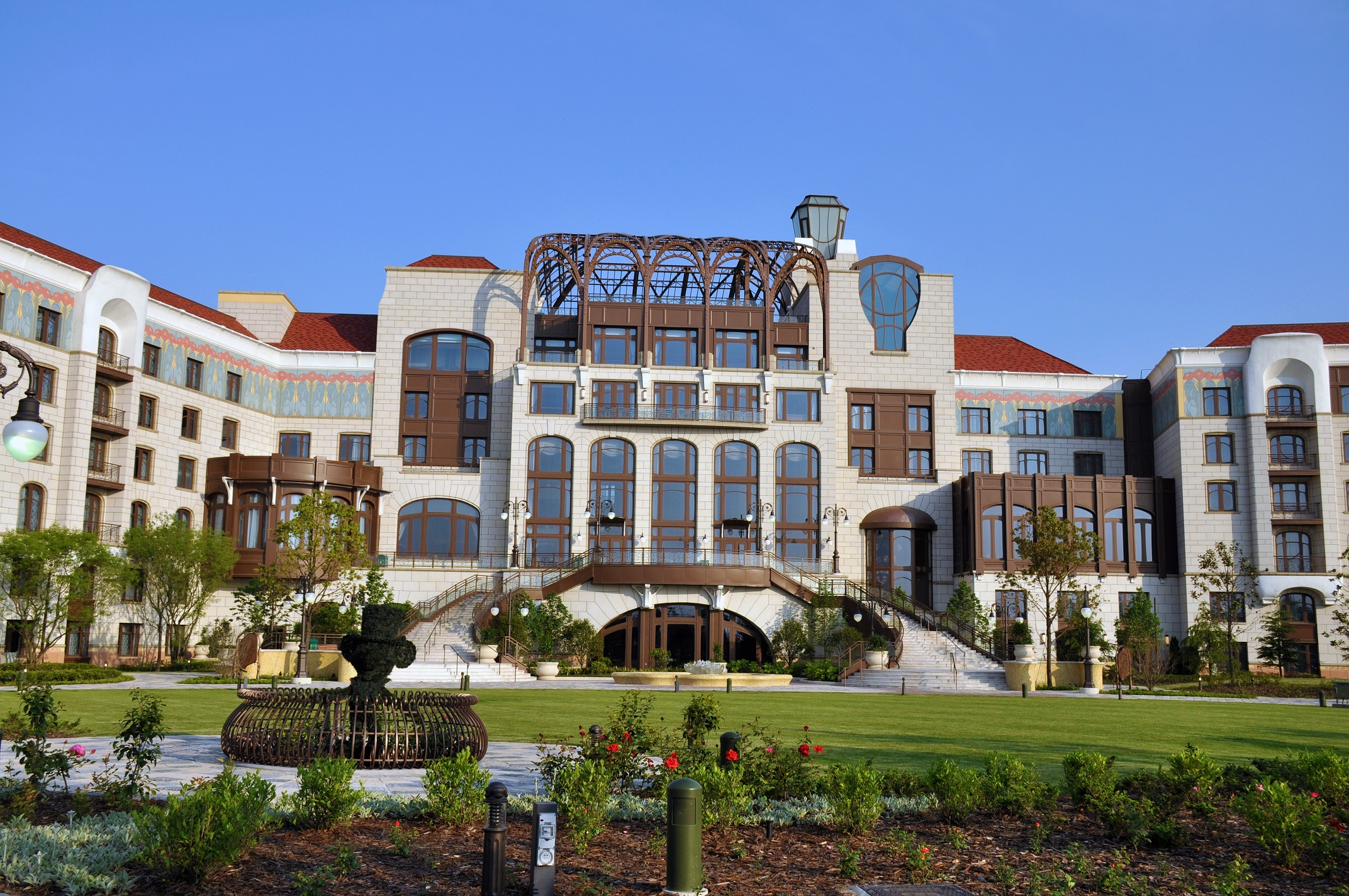
上海迪士尼樂園酒店

该酒店內有多個餐厅，包括卢米亚厨房、曼舞咖啡、巴克斯酒廊和绚景楼。